# Сергєєв Олександр Васильович
Олександр Васильович Сергєєв (нар. 1948)  — український астроном, який спеціалізується на малих тілах Сонячної системи, приладобудуванні. Здобув Державну премію України в галузі науки і техніки.

## Біографія
Народився 28 листопада 1948 р. у Татарській АРСР.
У 1971 р. закінчив Казанський ордена Трудового Червоного Прапора державний університет імені В. І. Ульянова-Леніна.
У 1990 р. захистив у Головній астрономічній обсерваторії АН УРСР кандидатську дисертацію "Розробка і дослідження автоматичної машини для вимірювання астронегативів".
Співробітник міжнародного центру астрономічних та медико-екологічних досліджень НАН України та Російської АН.
Заступник директора Обсерваторії Пік Терскол в Ельбруському районі Приельбрусся Російської Федерації.
Співробітник Харківського інституту радіо астрономії та інституту астрономії Національного Харківського університету імені В. Н. Каразіна.
У 2003 р. у його в числі співвиконавців було нагороджено Державною премією України в галузі науки і техніки за цикл досліджень «Розробка теоретичних основ та унікальної спостережної бази в Голосієві та на піку Терскол для досліджень Сонця та тіл Сонячної системи».

## Основні публікації
1. Investigations of the two-meter teleskope optics and seeing of the Terskol peak observatory/Butenko G. Z., KuznetsOV V. I., Snezhko L. I., Andruk V. N., Parusimov V. G. Sergeev A. V., Ivanov Y. S.//Astronomy in Ukraine 2000 and beyond (Impact of International cooperation) June 5-8. 2000 Kyiv, Ukraine
 2. Парусімов В.Г., Андрук В.М., Сергеєв О.В., Кузнецов В.І., Снєжко Л.І., Бутенко Г.З., Костюченко В.Л., Андреєв М.В. Результат атестації 2- м телескопа на піку Терскол.//Изучение объектов околоземного пространства и малых тел Солнечной системы: Материалы Междунар. науч. конф., Николаев, сент. 25-28, 2006/ Редкол.: Г.И. Пинигин и др.- Николаев:Атолл.- 2007.- .- N .- C. 271-276
 3. Парусимов В.Г., Андрук В.Н., Сергеев А.В., Кузнецов В.И., Снежко Л.И., Бутенко Г.З., Костюченко В.Л. Комплексные исследования оптики 2-м телескопа обсерватории на пике Терскол.//"Околоземная астрономия- 2005": Сб.тр. конф., Казанский ун-т им.В.И. Ульянова- Ленина, 2006.- 2006.- .- N .- C. 252-256
 4. Парусимов В.Г., Андрук В.Н., Сергеев А.В., Кузнецов В.И., Снежко Л.И., Бутенко Г.З., Костюченко В.Л., Андреев М.В. Результаты аттестации оптической системы кудэ 2-м телескопа на пике Терскол.//Кинемат. и физ. небес. тел.- 2005.- Т.21.- N 2.- C. 121-132